# Archer Maclean
Archer Maclean, född 28 januari 1962, död 17 december 2022, var en brittisk programmerare och datorspelsutvecklare, mest känd för spelen International Karate och IK+ vilka skapades till Commodore 64 på 1980-talet, men har konverterats till många andra system. Senare gjorde han spelen Jimmy White's 'Whirlwind' Snooker och Archer Maclean's Mercury. Macleans sista spel var Wheelspin (2009) till Nintendo Wii.